# ジオラマコレクション
ジオラマコレクション（略称：「ジオコレ」）は、トミーテックが展開している、鉄道模型レイアウト向け展示用模型シリーズの総称。
同社では鉄道模型ブランドとしてTOMIXが存在するが、TOMIXとは別の部門による。

## シリーズ一覧
統一ブランドの「ジオラマコレクション」となったのは2006年の建物コレクション・情景コレクション発売時からで、それまでは個別にシリーズ展開されていた。
- バスコレクション （THE バスコレクション） 通称：「バスコレ」
2003年発売開始。事実上ジオラマコレクションで最初に展開されたシリーズである。大型の路線バスや観光バス（高速バス）の縮尺1/150のモデル。2011年には「バスコレクション」を走行させる、「バスコレ走行システム」も発売された。姉妹品として小型路線バスの「ミニバス編」も発売された。また、縮尺1/80の「バスコレクション80（ハチマル）」も2008年から発売されている。
- 街並みコレクション  通称：「街コレ」
2003年発売開始。ライバルであるバンダイの「私の生まれた街」同様、1950年代 - 60年代をテーマにした建造物の縮尺1/150のモデル。
- カーコレクション （THE カーコレクション） 通称：「カーコレ」
2004年発売開始。1960年代 - 現代の普通乗用車の縮尺1/150のモデル。特製品に細部再現を強化した「カーコレクションHG」、姉妹品に縮尺1/80の「カーコレクション80」がある。
- 鉄道コレクション  通称：「鉄コレ」
2005年発売開始。鉄道車両の縮尺1/150のモデル。専用パーツを使えばNゲージ車両として使用可能。2014年に通常シリーズの弾数が先発のバスコレを抜くなど、ジオラマコレクションの代表的存在。
- トラックコレクション （THE トラックコレクション） 通称：「トラコレ」
2005年発売開始。ライバルであるバンダイの「ワーキングビークル」同様、大型トラックの縮尺1/150のモデル。2008年に縮尺1/80の「トラックコレクション80」も発売されている。
- トレーラーコレクション （THE トレーラーコレクション）
2006年発売開始。上記トラックコレクションのトレーラートラック版。コンテナトレーラーに付属の航送用コンテナは、TOMIXの一部コンテナ貨車に装着可能である。
- 建物コレクション 通称：「建コレ」
2006年発売開始。「街コレ」が基本的に商業施設や公共施設をモデル化したブラインドパッケージ販売であるのに対し、民家などをモデル化したオープンパッケージ販売となっている。姉妹品として縮尺1/80の「建物コレクション80」が販売されている。
- 情景コレクション
2006年発売開始。市井の人物などをモデル化した情景用パーツを展開する。オープンパッケージ。
- 建設機械コレクション
2010年発売開始。建設機械の縮尺1/150のモデル。2011年の第2弾を最後に途絶えている。
- 旅客機コレクション
2014年発売開始。同2月にトミーテック公式サイトで突如発表された。航空機の縮尺1/400のモデル。
- 鉄道コレクション ナローゲージ80
2016年発売開始。鉄道コレクション10周年企画第3弾として発表された。軌間762 mm 軽便鉄道の縮尺1/80のモデル。
- 駅コレクション
  - 2018年発売開始。日本各地に点在する「特徴のある駅」のモデル。第1弾は宇都井駅。
- ジオコレ64
2020年発売開始。トミカリミテッドヴィンテージとフィギュア・小規模な建物をセットにしたモデル。その名の通り、縮尺1/64で展開されている。
- ジオコレ・コンバット
2020年発売開始。戦場などを再現する1/144のモデル。

## 関連商品
- ジオラマキャラクターズ
同社から2004年に発売されたアニメ・ゲーム・特撮キャラクターの縮尺1/150のモデルだが、本シリーズ制定時に公式サイトの商品一覧から削除されている。
- 週刊 昭和の「鉄道模型」をつくる
2007‐2008年に発行された講談社の分冊百科。トミーテックが制作に協力しており、同梱の本シリーズ各製品やTOMIX製品を元にした模型で昭和30・40年代の街並みのNゲージレイアウトを構築してゆく構成となっている。
- 週刊 鉄道模型 少年時代
2009年‐2011年に発行された講談社の分冊百科。上記同様トミーテックが制作に協力しており、同梱の本シリーズ各製品やTOMIX製品を元にした模型で、こちらは昭和30・40年代の夏の日の思い出でNゲージレイアウトを構築してゆく構成となっている。
- 週刊 SL鉄道模型
2012年‐2013年に発行された講談社の分冊百科。上記同様トミーテックが制作に協力しており、同梱の本シリーズ各製品やTOMIX製品を元にした模型で、昭和30年代のSLが走る地方貨物鉄道のNゲージレイアウトを構築してゆく構成となっている。